# John McDowell
John McDowell, južnoafriški filozof in profesor, * 7. marec 1942, Boksburg
Diplomiral je leta 1962 na Univerzi Zimbabveja, leta 1963 je začel študij še v Oxfordu, kjer je drugič diplomiral leta 1965, magistriral pa 1969. Med leti 1966 in 1986 je na Oxfordski univerzi tudi poučeval. Zatem se je pridružil univerzi v Pittsburghu, kjer poučuje še danes. V obdobju svoje profesure je gostoval na mnogih univerzah po ZDA. 
McDowell je bil leta 2010 eden od treh prejemnikov nagrade za izjemne dosežke fundacije Andrew W. Mellon in je član tako Ameriške akademije za umetnost in znanost kot Britanske akademije.
Tekom življenja sta nanj močno vplivala David Wiggins in Sir Peter Frederick Strawson, pri kasnejših delih pa tudi Wilfrid Stalker Sellars. Mnoge motive svojih del je dobil pri sodelavcih, še posebej od Roberta Brandoma. V svojih delih se je poskušal upreti vplivu tega, kar meni, da je zgrešena, reduktivna oblika filozofskega naturalizma, ki prevladuje v delu njegovih sodobnikov, zlasti v Severni Ameriki.
Filozofijo je McDowell razumel kot nekakšno »terapijo«, kar je razumel kot obliko kvietizma, čeprav je tekom kariere večkrat poudaril, da ni kvietist. Z vzponom moderne znanosti se je pojavil pogled na svet, ki je drugačen od vsakdanjega življenja, pogled, ki ga včasih opisujejo kot »pogled od nikoder«. Trdi, da je bil ta pogled možen po zaslugah boljšega naravoslovnega razumevanja. Je zagovornik tega, da vsako pravilo in ukaz potrebuje pravilno interpretacijo ter razumevanje – brez tega sta neuporabna in nerazumljiva. Zapisal je, da imajo sodobni filozofi napačno predstavo o praktičnem razumu, ki temelji na njihovem znanstvenem razumevanju narave, in da jih je ta koncept zaslepil. Trdi, da je bistvo razumevanja vključuje sposobnost sprejemanja objektivnih moralnih dejstev, kjer se ta slednja sposobnost – tako kot sposobnost sprejemanja nemoralnih dejstev.

## Zgodnje delo
McDowellovo najzgodnejše objavljeno delo je bilo o antični filozofiji in je vključevalo predvsem prevod in komentar Platonovega Theaetetusa. V sedemdesetih letih prejšnjega stoletja je bil aktiven pri Davidsonovem projektu zagotavljanja semantične teorije za naravni jezik, pri čemer je z Garethom Evansom souredil zvezek esejev z naslovom Resnica in pomen. McDowell je leta 1982 uredil in izdal Evansovo vplivno posmrtno knjigo The Variety of Reference.
V svojem zgodnjem obdobju je bil McDowell močno vpleten tako v razvoj Davidsonovega semantičnega programa kot tudi v medsebojni spor med tistimi, ki jemljejo jedro teorije, ki lahko igra vlogo teorije pomena, da vključuje razumevanje pogojev resnice in tiste, kot je Michael Dummett, ki so trdili, da mora jezikovno razumevanje v svojem jedru vključevati razumevanje pogojev uveljavljanja. Če naj bi, je trdil Dummett, jedro teorije, ki bo opravljala dolžnost za teorijo pomena, predstavljalo govorčevo razumevanje, potem mora biti to razumevanje nekaj, kar govornik lahko manifestira. McDowell je proti temu Dummettovemu pogledu in njegovemu razvoju s strani sodobnikov, kot je Crispin Wright, trdil, da ta trditev ne predstavlja, kot je Dummett domneval, wittgensteinovske zahteve glede teorije pomena in da temelji na sumljivi asimetriji med dokazi za izraze duha v govoru drugih in tako izražene misli. Ta poseben argument odraža McDowellovo širšo zavezanost ideji, da ko razumemo druge, to počnemo iz "znotraj" lastnih praks: Wright in Dummett sta obravnavana, kot da trditve o razlagi potiskata predaleč in kot da nadaljujeta projekt Willarda Van Ormana Quinea o razumevanje jezikovnega vedenja z "zunanje" perspektive.
V trditvi, da verodostojna percepcija in neresnična percepcija nimata najvišjega skupnega dejavnika, je vidna rdeča nit, ki teče skozi celotno McDowellovo delo in sicer pogled na ideje kot ločene le v svojem družbenem in fizičnem okolju, tako imenovani eksternalizem o duševnem. McDowell zagovarja poleg splošnega eksternalizma o duševnem tudi specifično tezo o razumevanju demonstrativnih izrazov kot tako imenovanih "singularnih" ali "Russellovskih" misli o določenih predmetih, ki odražajo vpliv na njegove poglede o Garethu Evansu. V skladu s tem stališčem, če domnevni predmet, ki ga je izbral demonstrativno, ne obstaja, takšna misel, odvisna od objekta, ne more obstajati – v najbolj dobesednem pomenu ni je na voljo za mišljenje.

## Teorija vrednosti
Vzporedno z razvojem tega dela o umu in jeziku je McDowell pomembno prispeval tudi k moralni filozofiji, zlasti metaetičnim razpravam o naravi moralnih razlogov in moralni objektivnosti. Razvil je pogled, ki je postal znan kot sekundarni lastninski realizem oz. teorija občutljivosti ali moralnega čuta. Teorija deluje prek naprave idealno krepostnega agenta: tak agent ima dve povezani zmogljivosti. Ima prave koncepte in pravilno razumevanje le-teh, da razmišlja o situacijah, v katerih se znajde, ko pride do moralnih prepričanj. Drugič, za takšno osebo moralna prepričanja samodejno prevladajo nad drugimi razlogi, ki jih ima in "utišajo", kot pravi McDowell. Prepričan je, da je to najboljši način za zajem tradicionalne ideje, da so moralni razlogi posebej avtoritativni.
McDowell zavrača Humeovsko teorijo, ki pravi, da je vsako namerno dejanje rezultat kombinacije prepričanja in želje, pri čemer prepričanje pasivno zagotavlja predstavo, želja pa motivacijo. McDowell, ki sledi Thomasu Nagelu, meni, da zaznavanje okoliščin (tj. njeno prepričanje) krepostnega agenta opravičuje tako dejanje kot željo. Da bi razumeli željo, moramo razumeti okoliščine, ki jih je agent doživel in ki so ga prisilile k ukrepanju. Torej, čeprav je Humeanova teza glede razlage resnična, ni resnična glede strukture utemeljitve – nadomestiti jo je treba z Nagelovo teorijo motivirane želje.
V tem poročilu je implicitna teorija o metafizičnem statusu vrednot: moralni agenti oblikujejo prepričanja o moralnih dejstvih, ki so lahko naravnost resnična ali napačna. Vendar pa dejstva sama, tako kot dejstva o barvnih izkušnjah, združujejo antropocentričnost z realizmom. Na svetu ni vrednot za opazovalce, na primer za opazovalca, ki nima človeškega interesa za moralo. Vendar v tem smislu na svetu ni tudi barv, vendar ne moremo zanikati, da so barve prisotne v naših izkušnjah in potrebne za dobre razlage v našem zdravorazumskem razumevanju sveta. Preizkus resničnosti lastnosti je, ali se uporablja v sodbah, za katere so razviti standardi racionalne argumentacije in ali so potrebne za razlago vidikov naše izkušnje, ki so sicer nerazložljivi. McDowell meni, da moralne lastnosti opravijo oba testa. Obstajajo uveljavljeni standardi racionalnega argumenta in moralne lastnosti sodijo v splošni razred tistih lastnosti, ki so hkrati antropocentrične, a resnične.
Povezava med McDowellovo splošno metafiziko in to posebno trditvijo o moralnih lastnostih je, da je treba vse trditve o objektivnosti postavljati z notranje perspektive naših dejanskih praks, dela njegovega stališča, ki ga vzame iz poznejšega Wittgensteina. Izven naših najboljših teorij mišljenja in jezika, ni nobenega stališča, s katerega bi lahko razvrstili sekundarne lastnosti kot "drugorazredne" ali "manj resnične" od lastnosti, ki jih opisuje zrela znanost, kot je na primer fizika. Označevanje mesta vrednot v našem svetovnem nazoru po McDowellovem mnenju ne pomeni, da bi jih znižali kot manj resnične kot govor o kvarkih ali Higgsovem bozonu.

## Poznejše delo
Poznejše delo: »Mind and World« (1994)
McDowellovo kasnejše delo odraža vpliv Rortyja in Sellarsa; tako »Mind and World« kot predavanja Woodbridge se osredotočajo na široko kantovsko razumevanje intencionalnosti, sposobnosti uma, da predstavlja. Pod vplivom Sellarsove slavne diagnoze »mita o danem« v tradicionalnem empirizmu je McDowellov cilj v »Mind and World« razložiti, kako smo pasivni v svojem zaznavnem doživljanju sveta, a aktivni pri njegovi konceptualizaciji. V svojem poročilu se skuša izogniti kakršni koli povezavi z idealizmom in razvije poročilo o tem, kar je Kant imenoval »spontanost« naše presoje v zaznavni izkušnji. 
Mind and World zavrača reduktivno naturalistično poročilo: tisto, kar McDowell imenuje "plešasti naturalizem". Temu nasprotuje s svojo lastno »naturalistično« perspektivo, v kateri so značilne sposobnosti uma kulturni dosežek naše »druge narave«, ideje, ki jo je prilagodil iz Gadamerja. Knjigo sklene s kritiko Quinovega ozkega pojmovanja empirične izkušnje in tudi s kritiko pogledov Donalda Davidsona na verovanje kot inherentno verodostojno, pri čemer Davidson igra vlogo čistega koherentista.
V svojem poznejšem delu McDowell zanika obstoj kakršna koli filozofske uporabnosti ideje o nekonceptualni vsebini – ideje, da naša izkušnja vsebuje predstave, ki niso konceptualno strukturirane. Začenši s skrbnim branjem Sellarjevega »mita o danem«, trdi, da moramo ločiti uporabo konceptov v izkušnji od vzročne razlage predpogojev izkušnje. Trdi, da je ideja »nekonceptualne vsebine« filozofsko nesprejemljiva, ker presega mejo med njima. To zanikanje nekonceptualne vsebine je sprožilo precejšnje razprave, ker so drugi filozofi trdili, da znanstveni prikazi našega duševnega življenja (zlasti v kognitivnih znanostih) potrebujejo to idejo.